# Santiago Tulantepec
Esta página se refiere a una localidad. Para el municipio homónimo véase Municipio de Santiago Tulantepec de Lugo Guerrero
Santiago Tulantepec es una localidad mexicana, cabecera del municipio de Santiago Tulantepec de Lugo Guerrero, en el estado de Hidalgo.

## Geografía
Se encuentra en la región geográfica del Valle de Tulancingo. A la localidad le corresponden las coordenadas geográficas 20°2′23″ de latitud norte y 98°21′27″ de longitud oeste, con una altitud de 2174 m s. n. m. Se localiza a una distancia de 51 kilómetros de Pachuca de Soto.
En cuanto a fisiografía, se encuentra dentro de la provincia de la Eje Neovolcánico dentro de la subprovincia de Lagos y Volcanes de Anáhuac; su terreno es de lomerío. En lo que respecta a la hidrografía se encuentra posicionado en la región Panuco, dentro de la cuenca del río Moctezuma, en la subcuenca del río Metztitlán.
Cuenta con un clima semiseco templado; registra una temperatura media anual de entre 15° y 10° centígrados y tiene una precipitación pluvial al año de 500 a 850 mm aproximadamente. EL periodo de lluvias se presenta entre los meses de mayo y septiembre.

## Demografía
De acuerdo con el Censo de Población y Vivienda 2020 del INEGI; la ciudad tiene una población de 17 449 habitantes, lo que representa el 44.11 % de la población municipal. De los cuales 8151 son hombres y 9298 son mujeres; con una relación de 87.66 hombres por 100 mujeres.
Las personas que hablan alguna lengua indígena, es de 126 personas, alrededor del 0.72 % de la población de la ciudad. En la ciudad hay 37 personas que se consideran afromexicanos o afrodescendientes, alrededor del 0.21 % de la población de la ciudad.
De acuerdo con datos del censo INEGI 2020, unas 14 313 declaran practicar la religión católica; unas 1469 personas declararon profesar una religión protestante o cristiano evangélico; 48 personas declararon otra religión; y unas 1597 personas que declararon no tener religión o no estar adscritas en alguna.
| Gráfica de evolución demográfica de Santiago Tulantepec entre 1900 y 2020                    |
|                                                                                              |
| Población de los censos y conteos del Instituto Nacional de Estadística y Geografía (INEGI). |

## Cultura
Anualmente el 25 de julio se realiza una fiesta en honor al santo patrono, el Santiago Apóstol; entre los eventosd realizados se encuentra la “Santiagada”, una suelta de vaquillas y toros de mediano tamaño para que recorran calles, con la finalidad de encontrar en su camino a personas que de forma voluntaria los quieran torear. Otro evento es la “Cucaña”, que consiste en conseguir una bandera roja colocada en la punta de un palo encebado de casi 30 metros de largo y a cuatro metros de altura de un estanque de agua.